# Nahkiaissaari (ö i Norra Österbotten)
Nahkiaissaari är en ö i Finland. Den ligger i vattendraget Livojoki och i kommunen Pudasjärvi i den ekonomiska regionen  Oulunkaari  och landskapet Norra Österbotten, i den centrala delen av landet, 600 km norr om huvudstaden Helsingfors. Öns area är 2,6 hektar och dess största längd är 220 meter i nord-sydlig riktning.  Nahkiaissaari ligger i sjön Naisjärvi.